# 三碘化铯
三碘化铯是一种无机化合物，化学式为CsI3。它可由碘化铯和碘在乙醇水溶液中缓慢挥发，结晶得到。它可以和重氮苯形成沉淀。
它在高压下发生相变，从Pnma转变为P-3c1，其结构由层状变为3D。